# 柳花夫人
柳花夫人（りゅうかふじん/ユファブイン）は、河伯の娘。高句麗の建国者朱蒙の母。夫は解慕漱 または 金蛙王だか、柳花が日光に感応して朱蒙を生んだことから、朱蒙は自分を天孫、太陽の子孫と呼んだ。
『好太王碑』には「（朱蒙は）天帝の子、母は河伯の女郎」とある。『魏書』高句麗伝、『三国史記』高句麗本紀によると、河伯の女・柳花が室内に閉じ込められ、日光に感応、朱蒙を生んだ。
『日本書紀』天智天皇7年（668年）冬10月条によると、仲牟王（朱蒙）は高麗（高句麗）を建てた時、国の千年の存続を願ったが、母夫人（柳花）は「善く国を治めても700年でしょう」と言った。
『続日本紀』延暦9年1月15日（790年2月3日）、皇太后（高野新笠）の葬式の箇所に「（遠祖の都慕王は）河伯の娘が日光に感応して生んだ」とあり、高野新笠の諡号「天高知日乃子姫尊」はこの伝説に因んで贈られた。

## 家族
- 父:河伯
- 夫:解慕漱
- 夫:金蛙王
- 子:朱蒙
- 子:解夫婁王